# Liste des députés du Tchad et de l'Oubangui-Chari
Cette page présente les députés français élus dans les anciennes circonscriptions du Tchad et de l'Oubangui-Chari.

## Oubangui-Chari-Tchad
Une circonscription "Oubangui-Chari-Tchad" a existé au moment des deux Assemblées nationales constituantes, en 1945-1946.
Les deux députés représentant cette circonscription sont Guy Baucheron de Boissoudy (8 juillet 1908 - 23 avril 1972) et René Malbrant (8 mars 1903 - 25 novembre 1961). Ils ont tous les deux siégé au sein de la première Assemblée nationale constituante du 21 octobre 1945 au 10 juin 1946 au sein du groupe Résistance démocratique et socialiste et au sein de la seconde Assemblée nationale constituante du 2 juin 1946 au 27 novembre 1946 au sein du groupe Démocratique et socialiste de la Résistance.
On a ensuite conservé un siège pour cette circonscription, et René Malbrant a siégé jusqu'au début de la Cinquième République :
- Ire législature de la Quatrième République (du 10 novembre 1946 au 4 juillet 1951), groupe Union démocratique et socialiste de la Résistance ;
- IIe législature (du 17 juin 1951 au 1er décembre 1955), groupe Rassemblement du peuple français ;
- IIIe législature (du 2 janvier 1956 au 8 décembre 1958), Républicains sociaux ;
- Ire législature de la Cinquième République (du 9 décembre 1958 au 23 juin 1959).

## Tchad
Une circonscription "Tchad" est créé au début de la Quatrième République, puis on lui adjoint une deuxième circonscription dès la deuxième législature.
Les députés ayant représenté le Tchad sont :
- Arabi El Goni[1] (1er janvier 1920 - 22 octobre 1973) :
  - IIIe législature de la Quatrième République (du 2 janvier 1956 au 8 décembre 1958), groupe Républicains sociaux ;
  - Ire législature de la Cinquième République (du 9 décembre 1958 au 15 juillet 1959).
- Gabriel Lisette (2 avril 1919 - 3 mars 2001) :
  - Ire législature de la Quatrième République (du 10 novembre 1946 au 4 juillet 1951), groupe Union républicaine et résistante ;
  - IIIe législature de la Quatrième République (du 2 janvier 1956 au 8 décembre 1958), groupe Union démocratique et socialiste de la Résistance et du RDA ;
  - Ire législature de la Cinquième République (du 9 décembre 1958 au 15 juillet 1959).
- Mohamed Bechir-Sow (27 novembre 1907 - 4 avril 1976) :
  - IIe législature de la Quatrième République (du 17 juin 1951 au 1er décembre 1955), groupe Rassemblement du peuple français.
- Quatre Sou Quatre (1er janvier 1904 - 23 mars 1963) :
  - IIe législature de la Quatrième (du 17 juin 1951 au 1er décembre 1955), groupe Rassemblement du peuple français.

## Oubangui-Chari
Durant les trois législatures de la Quatrième République et la première législature de la Cinquième République, on a une circonscription de l'Oubangui-Chari. C'est Barthélémy Boganda (4 avril 1910 - 29 mars 1959) qui occupe ce siège durant l'ensemble du temps d'existence de cette circonscription :
- Quatrième République : Ire législature (du 10 novembre 1946 au 4 juillet 1951), dans le groupe Mouvement républicain populaire.
- Quatrième République : IIe législature (du 17 juin 1951 au 1er décembre 1955), dans le groupe Centre républicain d'action paysanne et sociale et des démocrates indépendants.
- Quatrième République : IIIe législature (du 2 janvier 1956 au 8 décembre 1958), en tant que non inscrit.
- Cinquième République : Ire législature (du 9 décembre 1958 au 29 mars 1959), en tant que non inscrit.